# Zatłoczenie
Zatłoczenie – subiektywne poczucie, że w danej przestrzeni znajduje się za dużo osób.
Badania na zwierzętach: gdy zwierzęta zostają nadmiernie stłoczone (niezależnie, czy w swoim naturalnym środowisku, czy w laboratorium), zmniejsza się ich rozrodczość, niewłaściwie opiekują się młodymi i stają się bardziej podatne na choroby.
Badania nad wpływem zatłoczenia na ludzi odnotowują podobne skutki: gdy na przykład wzrasta zatłoczenie w więzieniu, wzrasta również liczba problemów dyscyplinarnych, samobójstw oraz wskaźnik śmiertelności.
Badania w akademikach: studenci mieszkający w przeludnionych budynkach mniej się angażują społecznie i częściej ujawniają sygnały wyuczonej bezradności niż ich koledzy z mniej przepełnionych domów studenckich.